# Paso Molino
El Paso Molino es un barrio de Montevideo que se encuentra entre el Prado y Belvedere.

## Historia

En 1747 el presbítero jesuita Cosme Agulló le solicita al Cabildo de Montevideo la necesidad de contar con un molino de agua en el establecimiento de los mismos en las cercanías del arroyo de los Migueletes, el molino comenzaría a funcionar en 1756 y dejaría de funcionar con la expulsión de los jesuitas. El establecimiento posteriormente se convertiría en un hospedaje para aquellos viajantes mediante diligencias. Dicha estructura ubicada  en la intersección de las actuales calles Manuel Herrera y Obes y Zufriategui, le daría su denominación a la zona.
En el siglo XIX, debido a la epidemia de fiebre amarilla que azotó Montevideo en el año 1857, un gran número de familias con el objetivo de evitar el contagio, se instaló en las quintas cercanas al Paso Molino. De esta manera, la zona comenzaría su proceso de expansión, motivando la conformación de distintas sociedades, entre ellas  la "Sociedad Puente del Miguelete y Calzada del Arroyo Seco" quien realizó un contrato para la construcción de una calzada de piedra en las inmediaciones del Arroyo Seco. Del mismo modo, fue construido un puente de concreto para facilitar el tránsito y el desplazamiento en la zona. Así surge el "Paseo del Paso Molino", espacio de la ciudad visitado y recorrido por integrantes de la alta sociedad montevideana de la época.
Constituía un paseo de domingo luego de la misa para habitantes de la zona y aquellos visitantes provenientes de barrios aledaños como es el caso del Prado.
En el Paso Molino funcionó un hotel inaugurado en el año 1860. En el mismo se albergaban primitivamente quienes viajaban mediante diligencias y posteriormente a quienes arribaban. Dicho edificio en la actualidad constituye un paseo cultural.
Además de ser un punto comercial, durante muchos años tanto Paso Molino y la Avenida Agraciada eran uno de los principales puntos de congestionamiento, ya que por el mismo convergía todo el flujo proveniente de las rutas 1 y 5. En aquel entonces los principales accesos a Montevideo eran mediante la Avenida Carlos María Ramírez (Ruta 1) y la Avenida Garzón (Ruta 5), paralelamente sobre este punto se encontraba uno de los cruces ferroviarios más importante de la ciudad, lo que significaba un tránsito sumamente agitado y congestionado. En dicho cruce solamente funcionaba una barrera ferroviaria. En los años treinta comenzó a discutirse la necesidad de construir un viaducto ferroviario, el cual quedaría inconcluso primeramente por el estallido de la Segunda Guerra Mundial y luego, por el déficit que acaecía la administración de ferrocarriles, la cual recientemente había asumido la operación ferroviaria antes bajo administración extranjera. En los años cincuenta el Concejo Departamental decide construir un viaducto pero para vehículos terrestres. En 1970 es inaugurado el actual viaducto de Paso Molino. 
Entre los años sesenta y ochenta se constituirán los actuales accesos oeste y las rutas 1 y 5, lo que significaría una disminución en el tránsito, sumado también a la poca circulación ferroviaria.

## Espacios públicos

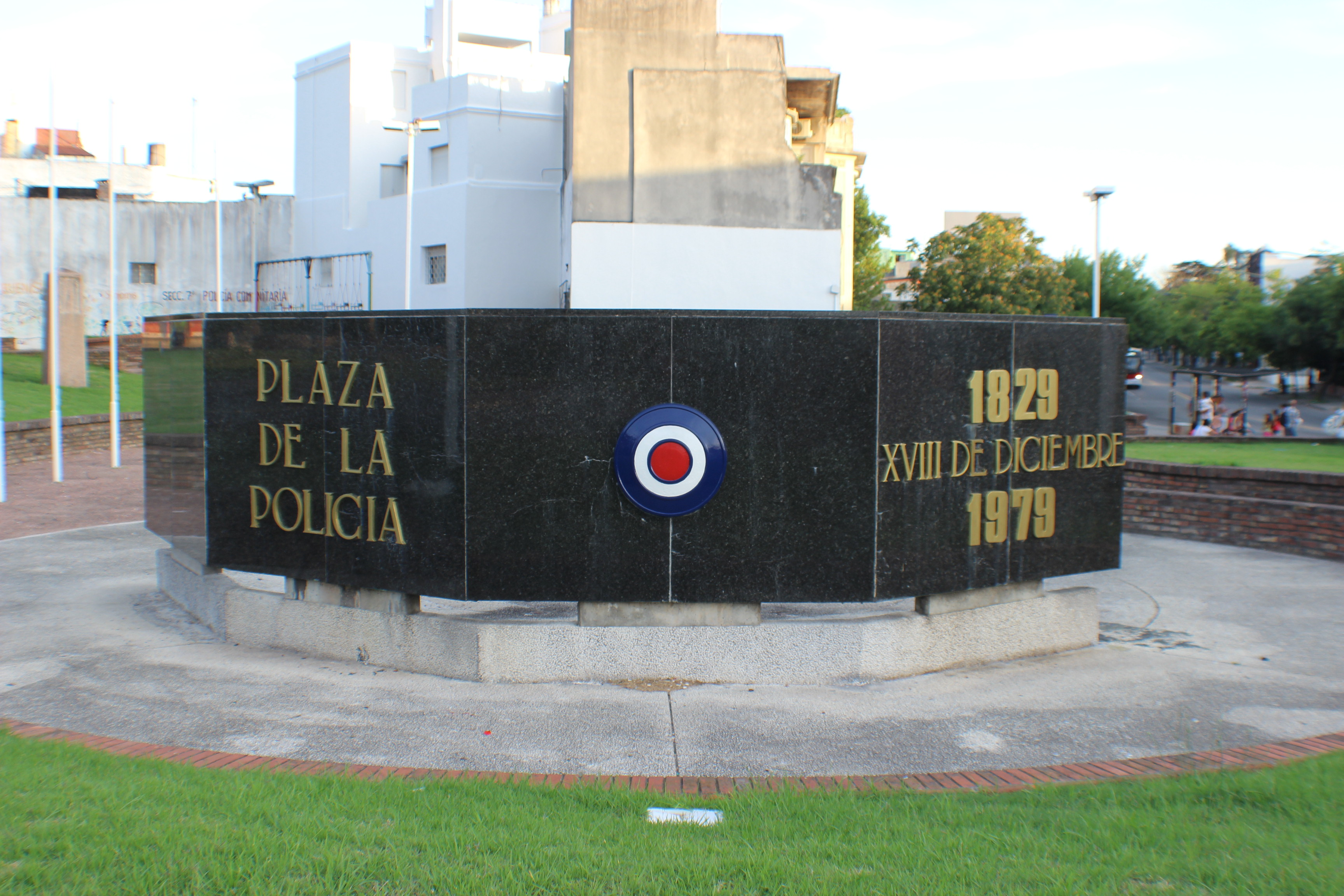
plaza de la Policía Nacional

Se encuentra rodeado por el parque del Prado y en sus cercanías se encuentra el Parque Bellán, en Belvedere. Entre sus espacios públicos el más destacado es la plaza de la Policía Nacional, la cual honra y homenajea a aquellos agentes de  policías caídos en cumplimiento del deber.

## Transporte

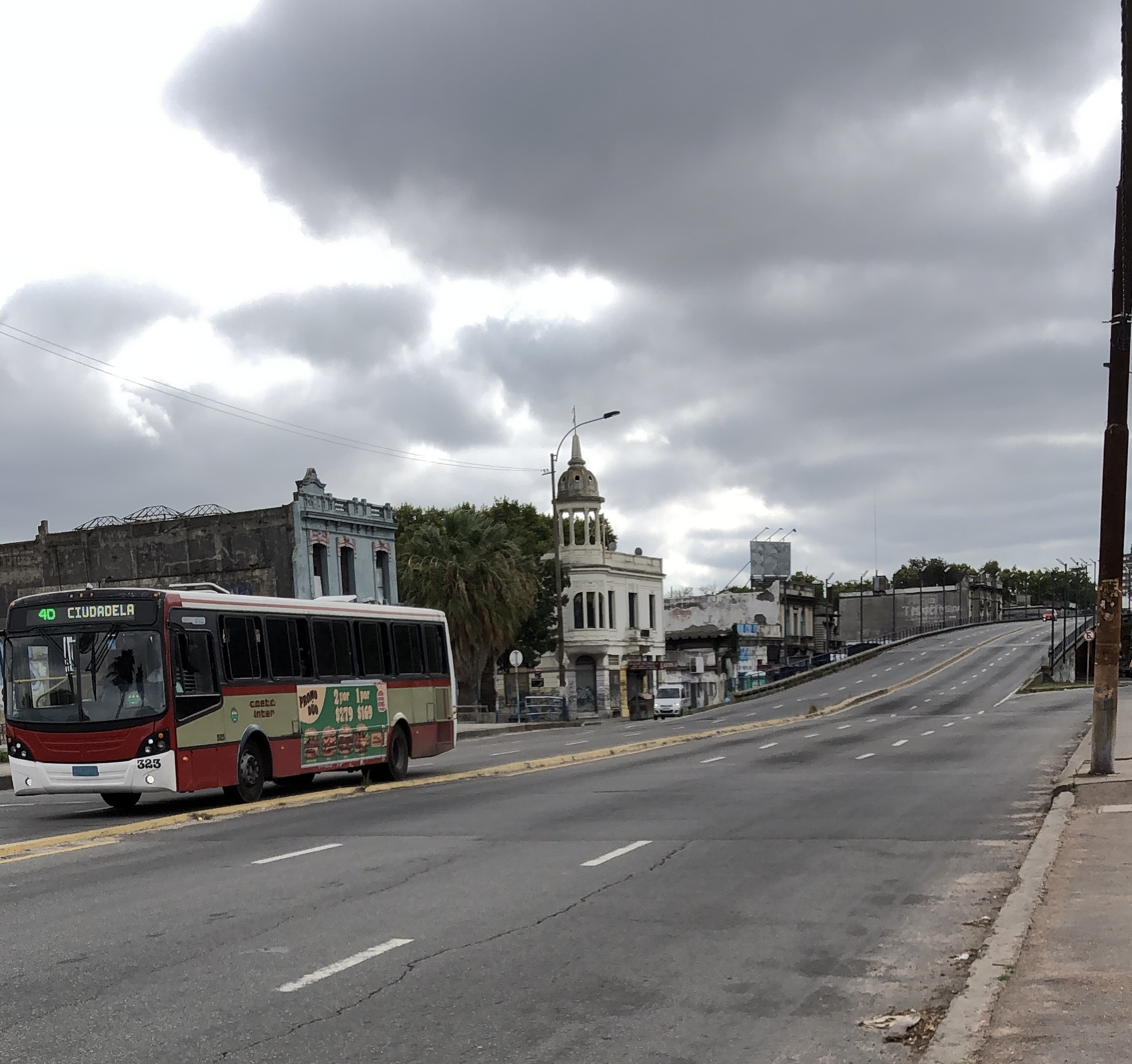
Avenida Agraciada y viaducto

La Avenida Agraciada es una de las principales vías y corredores de transporte público por la cual circulan diversas líneas de urbanas y suburbanas que sirven a Paso Molino. Además de estas líneas también circulan algunas líneas interdepartamentales que pese a la construcción de las nuevas rutas nacionales, aún continúan circulando por los antiguos accesos. 
En materia de infraestructuras de transporte en la zona se encuentran las estaciones Yatay y la parada Paso Molino de ferrocarriles, así como también la terminal Paso Molino, la cual funciona como punto de salida y destino de diversas líneas urbanas. 
La parada ubicada sobre la Avenida Agraciada y José Freire es una de las más utilizada del Sistema de Transporte Metropolitano.

### Urbanos
| Línea | Destinos                       |
| ----- | ------------------------------ |
| L3    | Paso Molino - Terminal Colón   |
| L14   | Paso Molino - Paso de la Arena |
| L28   | Paso Molino -Nuevo París -     |
| L29   | Paso Molino - Complejo América |
| 181   | Paso Molino - Pocitos          |
| 182   | Paso Molino - Parque Rodó      |
| 183   | Paso Molino - Pocitos          |